# Riff

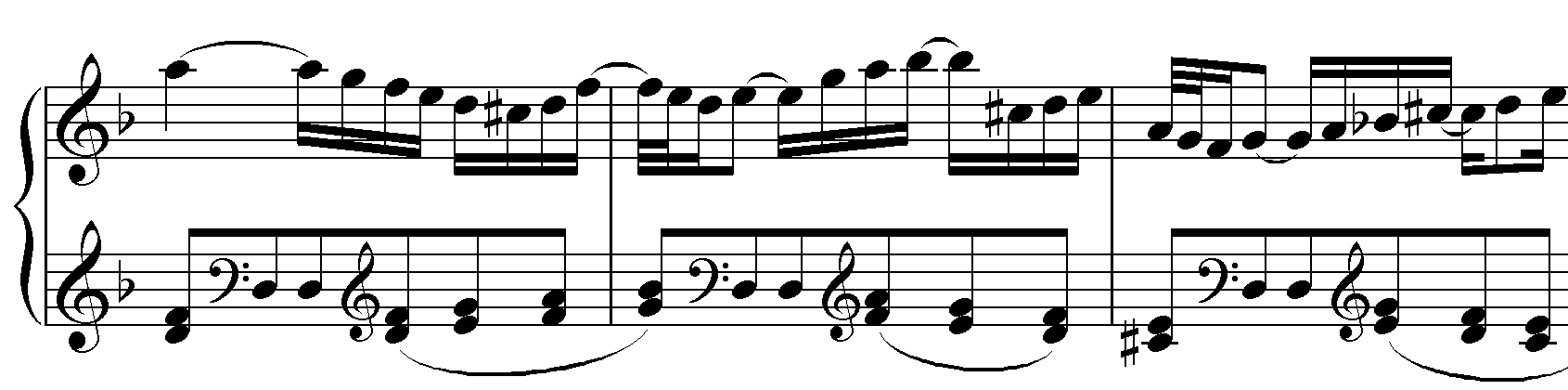
riff surgió en la jerga musical estadounidense de la década de 1920

En música, un riff es una frase que se repite a menudo, normalmente ejecutada por la sección de acompañamiento. También se aplica para una tonada o punteo, generalmente de guitarra, que se repite en partes de la canción.
Así, al término riff se le puede llamar como una frase o tonada musical, distinguible y que se repite, en algunas partes de la canción, diferenciándose así del solo, que es un fraseo más largo donde un instrumento toma el protagonismo y que no se repite durante la canción.

## El nombre
El término riff surgió en la jerga musical estadounidense de la década de 1920, y es usado principalmente por músicos de rock, jazz y derivados.

Muchos músicos de rock usan la palabra riff como un sinónimo de «idea musical».
Middleton 1990, p.125

No hay conocimiento exacto sobre la etimología de este término. Algunas fuentes indican que es una abreviación para los términos ingleses rhythmic figure (figura rítmica) o refrain (estribillo). Posteriormente, la grabación de Charlie Parker titulada «Thriving on a Riff» elevó el término a la fama.